# Cờ Đỏ (xã)
Cờ Đỏ là một xã thuộc thành phố Cần Thơ, Việt Nam.

## Địa lý
Xã Cờ Đỏ có vị trí địa lý:
- Phía đông giáp xã Đông Hiệp và xã Thới Hưng
- Phía tây giáp tỉnh An Giang
- Phía nam giáp xã Đông Thuận
- Phía bắc giáp xã Thạnh Phú.

Xã Cờ Đỏ có diện tích 44,59 km², dân số năm 2024 là 42.176 người, mật độ dân số đạt 945 người/km².

## Lịch sử
Ngày 20 tháng 9 năm 1975, Bộ Chính trị ban hành Nghị quyết số 245-NQ/TW về việc hợp nhất tỉnh Cần Thơ (ngoại trừ huyện Thốt Nốt), tỉnh Sóc Trăng, tỉnh Trà Vinh, tỉnh Vĩnh Long thành một tỉnh, tên gọi tỉnh mới cùng với nơi đặt tỉnh lỵ sẽ do địa phương đề nghị lên.
Ngày 20 tháng 12 năm 1975, Bộ Chính trị ban hành Nghị quyết số 19/NQ về việc hợp nhất tỉnh Cần Thơ (bao gồm cả huyện Thốt Nốt của tỉnh Long Xuyên), tỉnh Sóc Trăng thành một tỉnh mới, tên gọi tỉnh mới cùng với nơi đặt tỉnh lỵ sẽ do địa phương đề nghị lên.
Ngày 24 tháng 2 năm 1976, Chính phủ Cách mạng lâm thời Cộng hòa miền Nam Việt Nam ban hành Nghị định số 3/NQ/1976 về việc hợp nhất tỉnh Cần Thơ, tỉnh Sóc Trăng và thành phố Cần Thơ thành một tỉnh mới, lấy tên là tỉnh Hậu Giang.
Ngày 28 tháng 3 năm 1983, Hội đồng Bộ trưởng ban hành Quyết định số 21-HĐBT về việc:
- Thành lập xã Đông Hiệp thuộc huyện Ô Môn trên cơ sở ấp Thới Hiệp của xã Thới Đông và một phần của ấp Thới Hữu thuộc xã Thới Lai.
- Chia xã Thới Đông thuộc huyện Ô Môn thành 5 xã: Đông Bình, Đông Thuận, Thới Đông, Thới Phước, Thới Xuân.

Ngày 21 tháng 12 năm 1991, Ban Tổ chức – Cán bộ của Chính phủ ban hành Quyết định về việc:
- Giải thể xã Đông Hiệp thuộc huyện Ô Môn vào xã Thới Đông và xã Thới Lai.
- Sáp nhập xã Thới Xuân thuộc huyện Ô Môn vào xã Thới Đông.

Ngày 26 tháng 12 năm 1991, Quốc hội ban hành Nghị quyết về việc chia tỉnh Hậu Giang thành tỉnh Cần Thơ và tỉnh Sóc Trăng.
Ngày 21 tháng 4 năm 1998, Chính phủ ban hành Nghị định số 21/1998/NĐ-CP về việc:
- Thành lập thị trấn Cờ Đỏ thuộc huyện Ô Môn trên cơ sở điều chỉnh 438 ha diện tích tự nhiên và 7.914 nhân khẩu của xã Thới Đông; 320 ha diện tích tự nhiên và 1.894 nhân khẩu của xã Thạnh Phú thuộc huyện Thốt Nốt.
- Thành lập xã Đông Hiệp thuộc huyện Ô Môn trên cơ sở điều chỉnh 1.754 ha diện tích tự nhiên và 5.222 nhân khẩu của xã Thới Đông; 680 ha diện tích tự nhiên và 1.337 nhân khẩu của xã Thới Long; 914,9 ha diện tích tự nhiên và 3.054 nhân khẩu của xã Thới Lai.

Sau khi điều chỉnh địa giới hành chính:
- Thị trấn Cờ Đỏ có 758 ha diện tích tự nhiên và 9.808 nhân khẩu.
- Xã Thới Đông có 3.500 ha diện tích tự nhiên và 11.912 nhân khẩu.

Ngày 26 tháng 11 năm 2003, Quốc hội ban hành Nghị quyết số 22/2003/QH11 về việc chia tỉnh Cần Thơ thành thành phố Cần Thơ trực thuộc trung ương và tỉnh Hậu Giang. 
Ngày 2 tháng 1 năm 2004, Chính phủ ban hành Nghị định số 05/2004/NĐ-CP về việc:
- Thành lập huyện Cờ Đỏ thuộc thành phố Cần Thơ.
- Chuyển thị trấn Cờ Đỏ và xã Thới Đông thuộc huyện Ô Môn về huyện Cờ Đỏ mới thành lập quản lý.
- Huyện lỵ huyện Cờ Đỏ lúc này đặt tại thị trấn Thới Lai.[13]

Ngày 23 tháng 12 năm 2008, Chính phủ ban hành Nghị định số 12/NĐ-CP về việc:
- Thành lập xã Thới Xuân thuộc huyện Cờ Đỏ trên cơ sở điều chỉnh 1.710,64 ha diện tích tự nhiên và 7.009 nhân khẩu của xã Thới Đông.
- Thành lập huyện Thới Lai thuộc thành phố Cần Thơ.
- Thị trấn Cờ Đỏ và 2 xã: Thới Đông và Thới Xuân thuộc huyện Cờ Đỏ.
- Huyện lỵ của huyện Cờ Đỏ được dời từ thị trấn Thới Lai về thị trấn Cờ Đỏ.

Sau khi điều chỉnh địa giới hành chính, xã Thới Đông còn lại 1.874,42 ha diện tích tự nhiên và 6.121 nhân khẩu.
Tính đến ngày 31/12/2024:
- Thị trấn Cờ Đỏ được chia thành 8 ấp: Thạnh Hòa, Thạnh Hưng, Thới Bình, Thới Hiệp, Thới Hòa, Thới Hòa A, Thới Hòa B, Thới Thuận, Thới Trung.

Ngày 12 tháng 6 năm 2025, Quốc hội ban hành Nghị quyết số 202/2025/QH15 về việc sắp xếp đơn vị hành chính cấp tỉnh (nghị quyết có hiệu lực từ ngày 12 tháng 6 năm 2025). Theo đó, sáp nhập tỉnh Hậu Giang và tỉnh Sóc Trăng vào thành phố Cần Thơ.
Ngày 16 tháng 6 năm 2025:
- Quốc hội ban hành Nghị quyết số 203/2025/QH15[16] về việc Sửa đổi, bổ sung một số điều của Hiến pháp nước Cộng hòa xã hội chủ nghĩa Việt Nam. Theo đó, kết thúc hoạt động của đơn vị hành chính cấp huyện trong cả nước từ ngày 1 tháng 7 năm 2025.
- Ủy ban Thường vụ Quốc hội ban hành Nghị quyết số 1668/NQ-UBTVQH15[1] về việc sắp xếp các đơn vị hành chính cấp xã của thành phố Cần Thơ năm 2025 (nghị quyết có hiệu lực từ ngày 16 tháng 6 năm 2025). Theo đó, thành lập xã Cờ Đỏ thuộc thành phố Cần Thơ trên cơ sở toàn bộ 19,54 km² diện tích tự nhiên, quy mô dân số là 7.147 người của xã Thới Đông; toàn bộ 16,75 km² diện tích tự nhiên, quy mô dân số là 10.403 người của xã Thới Xuân và toàn bộ 8,30 km² diện tích tự nhiên, quy mô dân số là 24.626 người của thị trấn Cờ Đỏ thuộc huyện Cờ Đỏ.

Xã Cờ Đỏ có 44,59 km² diện tích tự nhiên và quy mô dân số là 42.176 người.